# Wetmorella tanakai
Wetmorella tanakai is een  straalvinnige vissensoort uit de familie van lipvissen (Labridae). De wetenschappelijke naam van de soort is voor het eerst geldig gepubliceerd in 2007 door Randall & Kuiter.
De soort staat op de Rode Lijst van de IUCN als Onzeker, beoordelingsjaar 2009.